# Proechimys
Proechimys és un gènere de rosegadors histricomorfs de la família Echimyidae.

## Taxonomia
- Proechimys brevicauda
- Proechimys canicollis
- Proechimys chrysaeolus
- Proechimys cuvieri
- Proechimys decumanus
- Proechimys echinothrix
- Proechimys gardneri
- Proechimys goeldii
- Proechimys guairae
- Proechimys guyannensis
- Proechimys hoplomyoides
- Proechimys kulinae
- Proechimys longicaudatus
- Proechimys magdalenae
- Proechimys mincae
- Proechimys oconnelli
- Proechimys pattoni
- Proechimys poliopus
- Proechimys quadruplicatus
- Proechimys roberti
- Proechimys semispinosus
- Proechimys simonsi
- Proechimys steerei
- Proechimys trinitatus
- Proechimys urichi